# Nu există pământuri rele
Nu există pământuri rele este un film românesc din 1983 regizat de Ervin Szekler.